# Xeixa Rosa
Xeixa Rosa (Barcelona, 1956) és una dissenyadora gràfica catalana especialitzada en el món editorial.

## Trajectòria
Es va formar a l'Escola Elisava, on es va graduar en Disseny Gràfic el 1978, i l'any següent va completar estudis en disseny gràfic i fotografia a l'Istituto Europeo di Design de Milà. També va cursar Història de l'Art a la Universitat de Barcelona, on es va llicenciar l'any 1985.
En tornar de Milà va iniciar la seva carrera a l'estudi Nolla-Mir, tot i que també va treballar en el món editorial com a professional autònoma, fins que el 1984 va obtenir la plaça de cap del departament de disseny gràfic de la Impremta Municipal de Barcelona, càrrec que va exercir durant cinc anys. Entremig, el 1987 s'havia associat amb la dissenyadora Àngela Broggi per fundar l'estudi Broggi/Xeixa.
Xeixa Rosa ha treballat sobretot en el sector editorial, especialment en difusió cultural, tot i que també ha fet projectes personals de caràcter feminista, com ara la sèrie de l'Agenda de la dona entre els anys 1998 i 2001, junt amb la dissenyadora Mont Marsà. o la Mostra Internacional de Films de Dones de Barcelona. També va ser responsable, junt amb Tere Moral, del grafisme d'algunes publicacions i exposicions del Fòrum Universal de les Cultures del 2004.
Va ser una de les dissenyadores presents a l'exposició Dissenyadores gràfiques organitzada pel Museu del Disseny, BAU i la Universitat de Vic-UCC. Els seus treballs també van formar part de l'exposicó temporal Som aquí. Les dones en el disseny 1900-avui, organitzada per aquest museu el 2023, que recuperava les dissenyadores pioneres dels anys 1960, 1970 i 1980 a Catalunya.
El mateix Museu del Disseny de Barcelona conserva una àmplia col·lecció de peces representatives de diversos moments de la seva trajectòria professional.